# Horst Röder

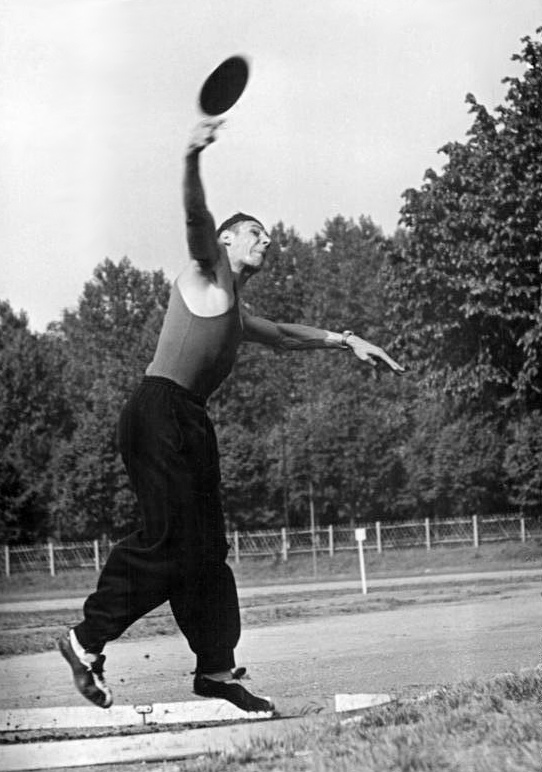
Horst Röder 1953 beim Training an der DHfK

Horst Fritz Heinz Röder (* 20. März 1933 in Halle (Saale)) ist ein deutscher Sportwissenschaftler. Wegen seiner Beteiligung am DDR-Zwangsdoping wurde er 1999 verurteilt.

## Leben und Wirken
Der in Naumburg aufgewachsene gelernte Maler studierte von 1951 bis 1954 an der Deutschen Hochschule für Körperkultur (DHfK) in Leipzig. 1955 wurde er DDR-Meister im Zehnkampf. Bei den U.I.E.-Sportwochen, der Universiade des Ostblocks, belegte er 1955 den vierten Platz im Zehnkampf, 1957 wurde er Sechster. Von 1954 bis 1958 war er Assistent an der DHfK, nach einem Auslandsstudienjahr in Moskau legte er Ende 1960 seine Dissertationsarbeit „Der Trainer als sozialistische Erzieherpersönlichkeit im Leistungssport der DDR“ vor. Nach 14 Jahren Tätigkeit im Bundesvorstand des Deutschen Turn- und Sportbundes (DTSB) wurde er 1974 zum Vizepräsidenten gewählt. Ab 1971 hatte er eine Professur für Theorie und Praxis des Trainings an der DHfK inne. Röder war Chef de Mission der DDR-Delegationen für die Winterspiele 1976 und 1980 sowie für die Sommerspiele 1976, 1980 und 1988. Ende Januar 1990 wurde er seines Amtes als DTSB-Vizepräsident enthoben.
Nach der Wende und friedlichen Revolution war er bis 1996 wissenschaftlicher Mitarbeiter beim Institut für Gesundheitsförderung in Berlin. In Veröffentlichungen auf einer von ihm erstellten Internetseite (www.sport-ddr-roeder.de) stellte Röder seine Sichtweise des Leistungssports in der DDR dar. Er beklagte darin unter anderem in der Zeit nach der Wende „eine extreme Verleumdung und Kriminalisierung des Sports der DDR“ und „ein Zerrbild des DDR-Sports aus Halbwahrheiten und Wahrheiten, aus Lügen und Erfindungen“, für das er Politik, Medien und Justiz verantwortlich machte. Im Jahrbuch 2020 der Deutschen Gesellschaft für Geschichte der Sportwissenschaft werden Röders Veröffentlichungen mit den Worten eingeordnet, dass diese „außer bekannten, unbestreitbaren Fakten nichts ‚Neues‘“ brächten. Es fehle „vor allem jegliche kritische (auch selbstkritische) Auseinandersetzung mit den Defiziten und Fehlentwicklungen des DDR-Sports“. 2005 veröffentlichte Röder das Buch Bewegtes Leben, in dem er seine Erinnerungen an den Sport der DDR niederschrieb.

## Verurteilung wegen Zwangsdoping
Wegen seiner Beteiligung am staatlich verordneten Doping im DDR-Leistungssport wurde Röder am 22. Oktober 1999 zu einer einjährigen Freiheitsstrafe zur  Bewährung verurteilt. Er wurde angeklagt, "in der Zeit von 1977 bis 1989 vorsätzlich anderen zu deren begangenen Straftaten, nämlich in 137 Fällen die Gesundheit von Menschen geschädigt zu haben, Hilfe geleistet zu haben". 28 Sportlerinnen (Schwimmen und Leichtathletik) hatten Strafantrag gegen ihn gestellt.

## Auszeichnungen
- 1970: GuthsMuths-Preis[7]
- 1976: Vaterländischer Verdienstorden in Gold[8]
- 1980: Ehrenspange zum Vaterländischen Verdienstorden in Gold